# Khams Djouamaa
Khams Djouamaa est une commune de la wilaya de Médéa en Algérie.

## Géographie
La commune est située dans le tell central algérien dans l'Atlas tellien (mont de Titteri) au sud de l'Atlas blidéen à environ 112 km au sud d'Alger et à 58 km au sud-est de Médéa et à environ 25 km au sud de Sidi Nâamane et à 39 km au sud-est Berrouaghia  et à 50 km au sud-ouest de Tablat et à 80 km à l'ouest de Bouira. 
|             | Sidi Naamane   |          |
| Ouled Deide | Khams Djouamaa | Bouskene |
|             | Souagui        |          |